# Giorgi Loria
Giorgi Loria - em georgiano, გიორგი ლორია (Tbilisi, 27 de janeiro de 1986) é um futebolista georgiano. Atualmente joga pelo 1. FC Magdeburg.
Estreou profissionalmente em 2005, no Dínamo Tbilisi. Jogou também na Grécia (OFI Creta e Olympiakos, pelo qual não entrou em campo) e na Rússia (Krylya Sovetov e Anzhi Makhachkala, por empréstimo) antes de ser contratado em janeiro de 2019 pelo 1. FC Magdeburg.
Como antigo cidadão soviético, tinha o nome russificado para Georgiy Nuzgarovich Loriya (Георгий Нугзарович Лория, em russo). Pela Seleção Georgiana, Loria atuou em 48 partidas desde 2005.

## Jogos na Seleção
| Ano  | Adversario | Placar | Equipe  | Copetição     |
| ---- | ---------- | ------ | ------- | ------------- |
| 2008 | Itália     | 2 - 0  | Geórgia | Eliminatorias |

## Links
- Giorgi Loria em National-Football-Teams.com